# (1015) Christa
(1015) Christa – planetoida z zewnętrznej części pasa głównego asteroid okrążająca Słońce w ciągu 5 lat i 274 dni w średniej odległości 3,21 au. Została odkryta 31 stycznia 1924 roku w Landessternwarte Heidelberg-Königstuhl, w Heidelbergu przez Karla Reinmutha. Nazwa planetoidy pochodzi od żeńskiego imienia. Przed jej nadaniem planetoida nosiła oznaczenie tymczasowe (1015) 1924 QF.